# Доньяна
Доньяна (исп. Parque Nacional y Natural de Doñana) — национальный парк в Андалусии, Испания.
Организован в 1963 году. Занимает площадь 75 800 га. В парке охраняются сосновые леса на дюнах океанского побережья и пресноводные болота в устье реки Гвадалквивир.
В 1998 году парк пострадал от прорыва дамбы на притоке Гвадалквивира Гуадьямаре.
Национальный парк Доньяна включен в список Всемирного наследия в 1994 году. Сюда на зимовку прилетает свыше полумиллиона водоплавающих птиц. Здесь обитает наибольшее количество испанских рысей.

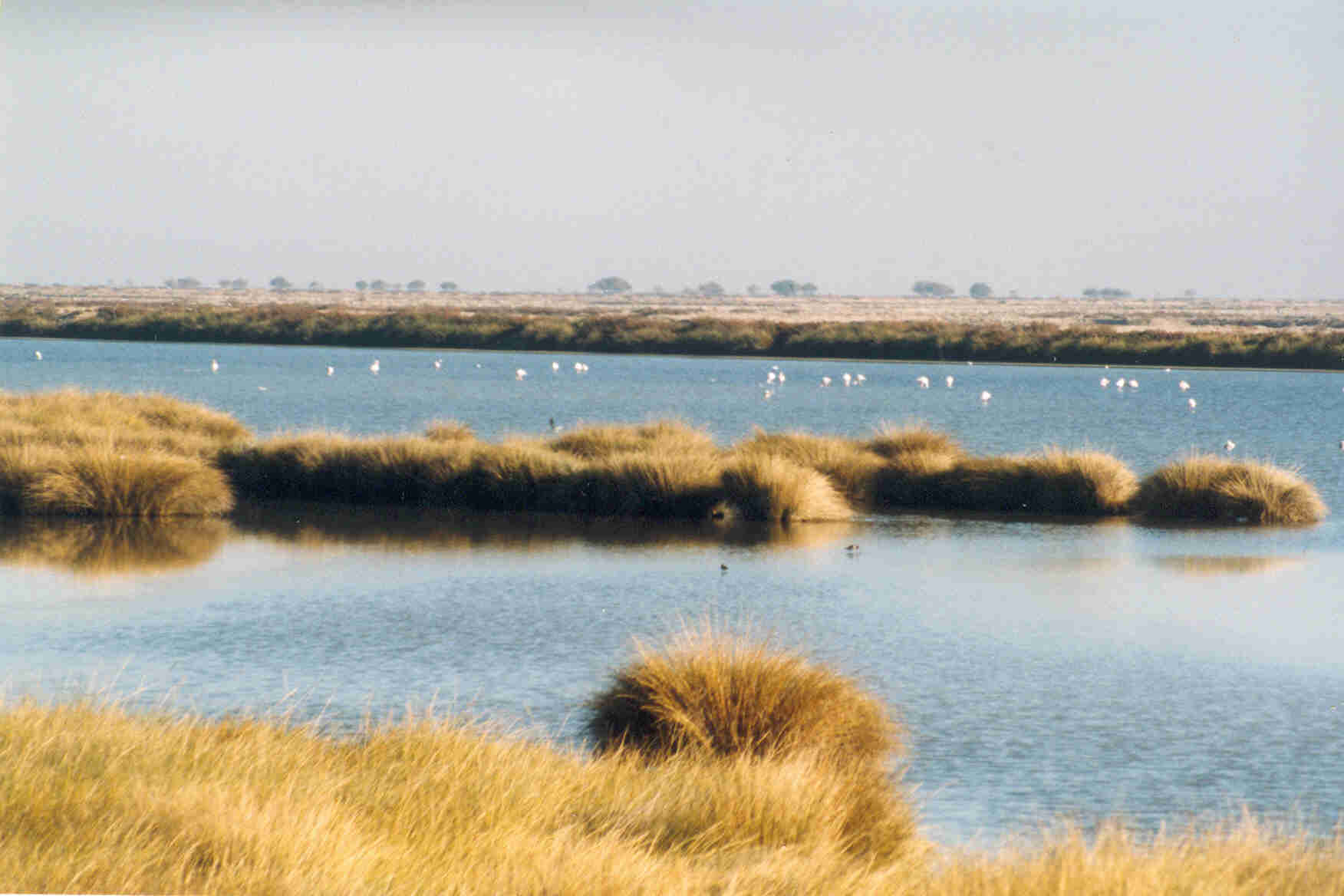
Заболоченные земли Доньяны